# Cleo Brandão
Cleonice Campos Brandão (Luziânia, 17 de setembro de 1967) é uma apresentadora de TV e modelo brasileira, notória por seu trabalho em programas de esporte da Rede Bandeirantes.

## Biografia

### Carreira
Começou a trabalhar aos 5 anos, ajudando seu pai a entregar pão. Na carreira artística, começou nova: com 14 anos foi convidada por um professor para um teste numa agência de modelos, onde foi aprovada e iniciou uma carreira regional. Três anos mais tarde, residindo na cidade de Cristalina, foi eleita a "Garota do Fantástico", quadro homônimo do programa Fantástico, na Rede Globo e apareceu em diversas capas de revistas e campanhas publicitárias.
Aos 22 anos, foi convidada para participar do elenco fixo do programa Os Trapalhões, também na Globo e pouco depois foi aprovada em teste para ser apresentadora do noticiário esportivo Esporte Total, da Rede Bandeirantes. Logo tornou-se uma das principais apresentadoras esportivas da emissora, apresentando também o Band Esporte, Show do Esporte, Faixa Especial e Faixa Nobre do Esporte.
Foi capa da edição brasileira da revista masculina Playboy em maio de 1999, em um ensaio bastante ousado.
Em 2001, foi demitida da Bandeirantes por gravar uma propaganda para a Telesena, título de capitalização das empresas pertencentes ao grupo empresarial de Sílvio Santos, dono da rede de televisão concorrente SBT. Foi então trabalhar na Rádio Transamérica, onde apresentou o programa Transamérica Esporte, e idealizou, coordenou e apresentou o programa Rock Motor. Permaneceu na rádio por cinco anos.
Atualmente, mora em São Paulo e trabalha para a revista Speedway, voltada ao mundo do automobilismo. Também coleciona receitas da gastronomia mundial para publicação em revistas especializadas. Como curiosidade, ela também jogou futebol na equipe feminina do São Paulo Futebol Clube.
Em 2019, Cleo volta a TV como repórter do Desafio ao Galo exibido na RBTV.

### Vida pessoal
Em 1988, Cléo Brandão começou a namorar o cantor Junno Andrade (atualmente namorado de Xuxa Meneghel), com quem permaneceu junto até 1999. Do relacionamento nasceu seu primeiro filho, Vinícius Andrade, em 1988.
Também teve um relacionamento com o ator André Segatti.
Atualmente é casada com o jornalista Alex Ruffo, proprietário da revista em que ela atua, Speedway.